# New Hampshire Central Railroad (1848)
Die New Hampshire Central Railroad ist eine ehemalige Eisenbahngesellschaft in New Hampshire (Vereinigte Staaten). 

## Geschichte
Die Gesellschaft wurde am 24. Juni 1848 gegründet und hatte zunächst eine Konzession zum Bau und Betrieb einer Eisenbahnstrecke von Manchester nach Claremont erhalten. 1850 ging die Strecke bis Henniker in Betrieb, wo eine Verbindung zur Contoocook Valley Railroad bestand. Die Bahnstrecke Manchester–Henniker war insgesamt 41 Kilometer lang.
Inzwischen hatte die Concord and Claremont Railroad eine Strecke von Concord bis nach Bradford eröffnet, wo die geplante Verlängerung der NHCR nach Claremont anschließen sollte. Um einen gemeinsamen und damit lohnenderen Betrieb zu erreichen, fusionierte die NHCR am 1. Mai 1853 mit der Concord&Claremont zur Merrimac and Connecticut Rivers Railroad. Die Strecke wurde nie in Richtung Bradford weitergebaut und ist heute vollständig stillgelegt.